# Двопарусниця волоскова
Двопарусниця волоскова (Dichelyma capillaceum) — вид мохів порядку гіпнобрієвих (Hypnales). Вид занесений до Бернської конвенції та інших природоохоронних документів.

## Поширення
Ареал охоплює такі частини світу: Європа, Північна Америка.
Населяє стовбури та гілки дерев (Acer, Alnus, Carya, Fraxinus, Gleditsia, Liquidambar, Nyssa, Populus, Taxodium, Thuja, Ulmus) і чагарників (Cephalanthus), коріння, скелі, валуни вздовж озер, ставків, струмків, сезонно занурені западини в лісах; від низьких до помірних висот (0–400 метрів).

## Характеристика
Рослини до 20 см, від зелених до жовтуватих, біля основи буруваті. Стебла з пазушними волосками 100—200 мкм. Листки слабко 3-рядні, від прямовисно-висхідні, лінійно-ланцетні, 4–7 мм, середні стеблові листки 0.4–0.8 мм ушир; краї плоскі, цілі або зрідка зубчасті проксимально; верхівка ниткоподібно-загострена. Коробочкові ніжки 3–5 мм. Коробочка видовжено-циліндрична, 1–2 мм. Спори 10–15 мкм.

## Охорона
Dichelyma capillaceum охороняється в Європі і занесена до Додатку І Бернської конвенції (охоронна категорія: вид підлягає особливій охороні), а також до Директиви Європейського Союзу 92/43/ЄС «Про збереження природних оселищ та видів природної фауни і флори» (Додаток ІІ. Види рослин і тварин, що становлять особливий інтерес для Європейського Союзу, збереження яких потребує створення територій особливої охорони).